# Glyptophidium effulgens
Glyptophidium effulgens är en fiskart som beskrevs av Nielsen och Machida, 1988. Glyptophidium effulgens ingår i släktet Glyptophidium och familjen Ophidiidae. Inga underarter finns listade i Catalogue of Life.